# Mário Carrascalão
Mário Viegas Carrascalão (Uai-Talibú, Venilale, Baucau, 12 de maio de 1937 - Díli, Timor-Leste, 19 de maio de 2017) foi um político e diplomata timorense e um dos políticos mais importantes na luta pela independência do país. Foi fundador do Partido Social-Democrata em 1974 e governador durante a ocupação indonésia entre 1983 e 1992.  No entanto, voltou a juntar-se ao governo timorense após o referendo sobre a independência de 1999 e a transição para a independência. Posteriormente, foi Vice-Primeiro-Ministro no IV Governo Constitucional do então Primeiro-Ministro Xanana Gusmão de 2009 a 2010.

## Biografia

### Juventude e educação
Carrascalão nasceu em Venilale, Distrito de Baucau no até então Timor Português, a 12 de maio de 1937. Frequentou o ensino básico e o Colégio-Liceu Dr. Vieira Machado em Díli. Ele foi então para Portugal terminar o ensino médio no Liceu Camões em Lisboa e cursar a faculdade. Licenciou-se no Instituto Superior de Agronomia de Lisboa em 1967 e na Universidade Técnica de Lisboa (hoje parte integrante da Universidade de Lisboa) em 1968. 
Regressou ao Timor Português depois da universidade, onde chefiou o Departamento de Florestas e Agricultura do território.

### Carreira durante Ocupação Indonésia
Em 1974, Carrascalão fundou a União Democrática Timorense (UDT) com Domingos Oliveira, César Mouzinho, António Nascimento, Francisco Lopes da Cruz e Jacinto dos Reis no rescaldo da Revolução dos Cravos em Portugal. 
Ele e o seu irmão, João Viegas Carrascalão, outro membro da UDT, separaram-se na sequência da invasão indonésia de Timor-Leste em 1975 e subsequente ocupação do país. João Carrascalão exilou-se na Austrália e em Portugal, enquanto Mário Viegas Carrascalão privilegiou o diálogo com as novas autoridades indonésias.
Na sequência da violência da Fretilin, Carrascalão fugiu inicialmente para Atambua e depois para Jacarta. Ele ingressou no corpo diplomático do Ministério das Relações Exteriores da Indonésia em 1978 como diplomata. 
O governo indonésio, na gestão do general Suharto, nomeou Carrascalão terceiro governador da nova província de 18 de setembro de 1983, papel que desempenhou até18 de setembro de 1992, quando foi sucedido pelo último governador do território, José Abílio Osório Soares. Durante o seu mandato como governador, Carrascalão denunciou a violência contra o povo timorense e foi afirmou "salvar vidas". Ele conseguiu acordos para permitir que estudantes timorenses frequentassem universidades indonésias. 
Carrascalão realizou as primeiras reuniões entre as autoridades provinciais de Timor-Leste e os rebeldes timorenses em representação da Frente Revolucionária de Timor-Leste Independente, ou FRETILIN. Encontrou-se pessoalmente com Xanana Gusmão no Lariguto em 1983 e em Ariana em 1990, o que marcou o início do diálogo entre a resistência e as autoridades indonésias. 
Na entrevista de novembro de 2015, Carrascalão explicou a sua posição de neutralidade durante a ocupação e o conflito indonésios. Carrascalão explicou que tinha de permanecer neutro, porque se fosse visto como pró-independência, as autoridades indonésias o destituiriam do cargo. Entretanto, perseguiu políticas que abriram Timor-Leste ao resto do mundo. Ele pediu pessoalmente a Soeharto que permitisse ao jornalista britânico Max Stahl visitar Timor-Leste, algo que ele acreditava não teria ocorrido se não tivesse uma boa relação de trabalho com o Presidente Suharto. 
Carrascalão foi apontado como da Embaixador da Indonéisa para a Roménia de 1993 a 1997. Ele então se tornou um conselheiro para o presidente indonésio Jusuf Habibie, especialmente nos assuntos timorenses, após a queda de Suharto em 1998 e o período de reforma sob Habibie. O presidente e as Nações Unidas realizaram o referendo sobre a independência de Timor Leste em 30 de agosto de 1999, no qual os eleitores apoiaram esmagadoramente a independência.

### Independência de Timor-Leste
Mário Viegas Carrascalão emergiu como uma figura política chave na transição de Timor-Leste da ocupação indonésia para a independência total. Foi Presidente do Conselho Nacional dentro do governo de transição, bem como Vice-Presidente do Conselho Nacional da Resistência Timorense. 
Em 2000, Carrascalão fundou o novo Partido Social Democrata (SDP) e tornou-se líder do partido incipiente. Ele entrou no governo após a independência total de Timor-Leste em 2002.
Em 5 de março de 2009, o primeiro-ministro Xanana Gusmão nomeou Carrascalão como Vice-Primeiro-Ministro da Gestão e Administração do Estado do IV Governo Constitucional como parte de uma remodelação do gabinete. O Partido Social Democrata (SDP) de Carrascalão, que ele chefiava, era membro da coalizão de governo de Gusmão. A parceria entre o Primeiro-Ministro Gusmão e o Vice-Primeiro-Ministro Carrascalão durou até 8 de setembro de 2009, quando Carrascalão renunciou ao cargo de Vice-Primeiro-Ministro. Em sua carta de renúncia a Gusmão, Carrascalão criticou o governo de coalizãopor não conseguir comprar material de construção de um fornecedor que ele recomendou. O governo de Gusmão respondeu que a empresa preferida de Carrascalão não teria sido capaz de cumprir a ordem e pediu ao Vice-Primeiro-Ministro que retirasse a sua acusação. Carrascalão recusou, escrevendo: "Aos 73 anos, é a primeira vez que alguém me chama de estúpido ou mentiroso... A minha resposta é renunciar ao meu cargo de vice-primeiro-ministro". 
Publicou uma autobiografia, "Timor - Before the Future", em 2006. 
O Presidente Taur Matan Ruak atribuiu o Colar da Ordem de Timor-Leste, a maior honra da nação, em reconhecimento pelo seu serviço prestado a 18 de maio de 2017. Carrascalão faleceu no dia seguinte no Hospital Nacional Guido Valadares em Dili, Timor Leste, em 19 de maio de 2017, aos 80 anos. Acredita-se que sua morte tenha sido causada por um ataque cardíaco que ele sofreu enquanto dirigia sozinho pelo suco do Farol em Motael. Seu carro bateu em um poste e na calçada. Ele foi levado ao Hospital Nacional Guido Valadares, onde faleceu.

## Vida pessoal
Foi casado com Milena, com quem teve 3 filhos: Pedro, Sónia e Patrícia.